# Carlos Mayor
Pour les articles homonymes, voir Mayor.
Carlos Mayor, connu également comme Carlos Alberto Mayor, né le 5 octobre 1965, est un footballeur argentin.
Évoluant comme défenseur, il remporte avec Argentinos Juniors la Copa Libertadores en 1985.

## Biographie
Carlos Mayor découvre le haut niveau sous les couleurs d'Argentinos Juniors. Il dispute son premier match le 9 juillet 1985 contre Vélez, avec lequel il remporte pour sa première saison professionnelle la Copa Libertadores et le Championnat d'Argentine. 
En 1988 il est sélectionné avec l'équipe d'Argentine pour les Jeux olympiques de Séoul, au cours desquels il dispute deux rencontres. Il quitte finalement Argentinos Juniors en 1990, après 116 matchs et 7 buts en cinq ans.
Il signe alors à Gimnasia y Esgrima La Plata (38 matchs, 2 buts) puis à l'Unión de Santa Fe (32 matchs, 2 buts) avant d'émigrer au Chili, au Deportes Iquique, en 1993, puis au Japon l'année suivante. En 1994, il signe au Fujieda Blux, un nouveau club de Football League où il rejoint notamment son ancien coéquipier Hugo Maradona. Il y reste trois saisons, le temps que le club, rebaptisé Avispa Fukuoka, soit promu en J. League (en 1996).
En 1997, il rentre en Argentine et signe au CA All Boys, où il reste un peu plus de deux saisons, et termine sa carrière sur une pige au Deportivo Español. Il compte dans sa carrière 234 matchs de championnat d'Argentine.

## Carrière d'entraineur
- nov. 2012 :  Argentinos Juniors
- jan. 2013-avr. 2014 :  Almagro
- avr. 2014-2014 :  CA Atlanta
- 2014-oct. 2014 :  Godoy Cruz
- jan. 2015-séc. 2015 :  San Martin SJ
- jan. 2016-mars 2016 :  Argentinos Juniors
- juin 2016-nov. 2016 :  CA Temperley
- jan. 2017-mai 2017 :  Club Almagro
- juin 2017-déc. 2017 :  Renofa Yamaguchi FC
- jan. 2018-juin 2019 :  Boca Unidos
- juin 2019-sep. 2019 :  Club Almagro
- fév. 2021-nov. 2022 :  Club Olimpo
- déc. 2022-avr. 2023 :  Deportivo Santamarina
- depuis avr. 2023 :  CA Defensores de Belgrano